# Dorieus (Dichter)
Dorieus (altgriechisch Δωριεύς) war ein antiker griechischer Dichter. Seine Werke sind bis auf ein Epigramm auf den berühmten Athlet Milon verloren. Dieses Epigramm wurde von Athenaios und in der Griechischen Anthologie überliefert. Über Dorieus ist nichts weiter bekannt.